# アイデンティタリアン運動

アイデンティタリアン運動のシンボルであるラムダ

アイデンティタリアン運動（アイデンティタリアンうんどう、仏: mouvance identitaire、英: identitarian movement）は1990年代にフランスで発祥した欧州におけるヨーロッパの伝統及び文化を固守する運動である。アイデンティタリアニズム（仏: identitarisme、英: identitarianism）としても知られている。
この運動は青年の運動として始まった。元々は反移民アイデンティタリアン・ブロック（anti-immigration and nativist Bloc Identitaire）の青年部門だったが、やがてそれ自体のアイデンティティーを持つようになり、現在ではおおむね完全に別個の部門とみなされている。
アイデンティタリアン運動の政治活動家として、タイス・デスキュフォン（仏: Thaïs d'Escufon)やダミアン・リヨ―（仏: Damien Rieu)が挙げられる。

## シンボル
アイデンティタリアン運動はラムダによって象徴されている。このギリシャ文字はスパルタ軍のテルモピュライの戦いを参照する。